# Balk
För andra betydelser, se Balk (olika betydelser).

En enkelt upplagd balk som böjs ut under en jämnt utbredd last.

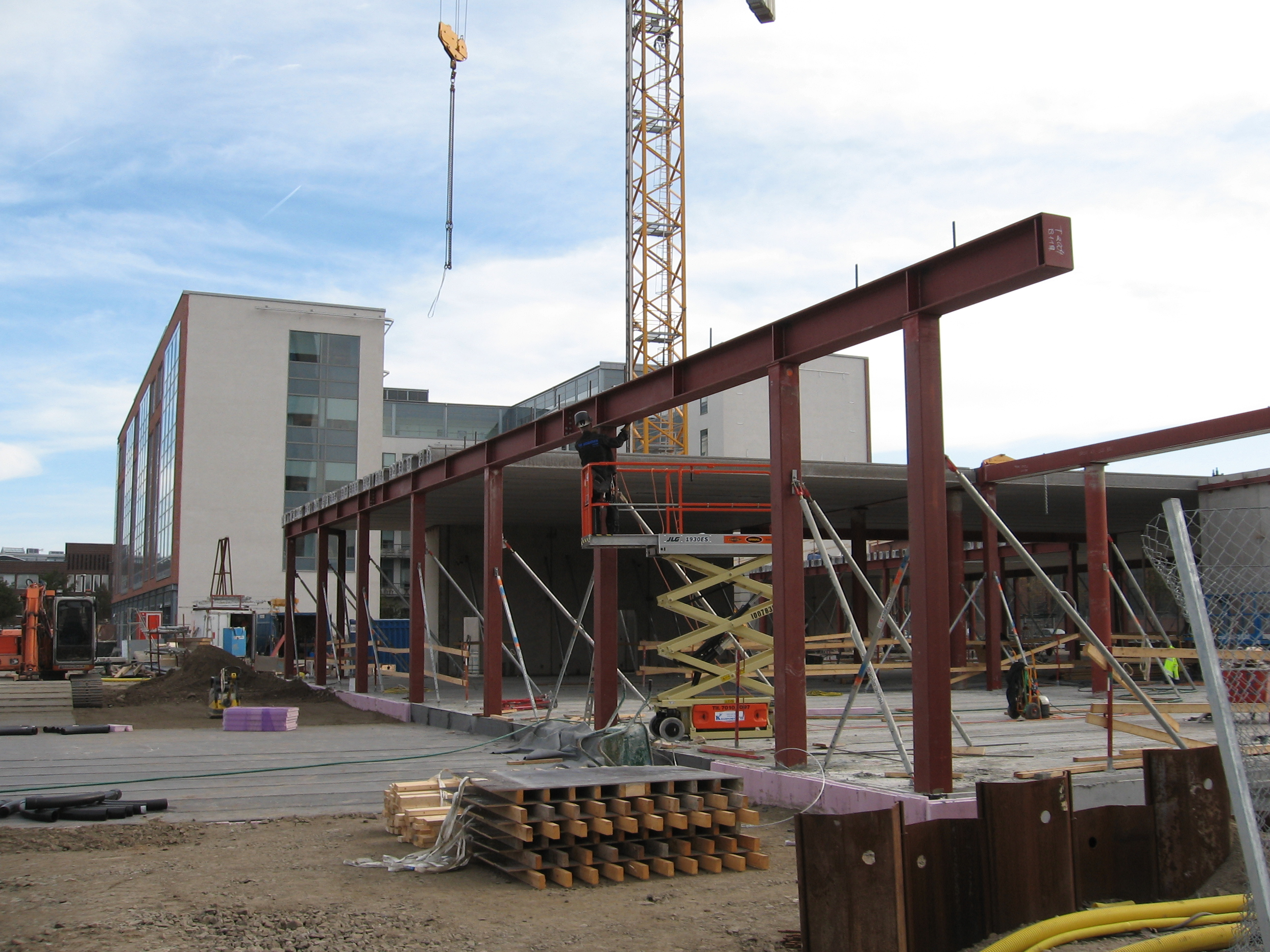
Bjälklagsbalk.

Balkar är avlånga konstruktionselement som främst bär last vinkelrätt mot sin längdutsträckning.
Balkar är ett av de vanligast förekommande konstruktionselementen. Inom byggnadstekniken är takstolar, brodäck,  och golvbjälklag några exempel på balkar. Inom skeppsbyggnad kan skrovet betraktas som en lådbalk. Inom flygtekniken så kan vingen betraktas som en konsolbalk. 
En balk karaktäriseras av sin profil. Profilen är formen på ett tvärsnitt taget längs balkens längdriktning. En rak balk med samma profil längs hela balken kallas prismatisk. 
Balkar beskrivs även av hur de är infästa i det omgivande bärverket. Man kan dela in balkar hur de är inspända. En enkelt upplagd balk är fastsatt med en sprint i ena änden och ligger på en rulle i den andra änden. En konsolbalk är fri i sin ena ände och är helt låst i den andra.  En balk som ligger på ett stort antal upplag kallas kontinuerlig balk (ett exempel på detta är en järnvägsräls). 
Balkar kan vara tillverkade av en mängd material. Inom byggnadstekniken är de oftast tillverkade av stål eller betong, men finns även av homogent virke och limträ. Inom flygtekniken är materialet ofta aluminium eller kompositmaterial. 

## Teknisk balkteori
Då en balk utsätts för krafter tvärs sin längdutsträckning så kommer balken att böjas. Om balken belastas för mycket så kommer den att brista. Balkteori använder antaganden från hållfasthetslära för att förutse hur mycket en balk av viss profil och inspänning böjer ut vid en viss last. De försöker även förutse lasten som balken säkert kan bära innan den brister.
Den första utförliga teorin för balkar togs fram på 1750-talet av  Leonhard Euler och Daniel Bernoulli. 
Euler-Bernoullis balkteori används än i dag.